# Polacy na mistrzostwach świata w łyżwiarstwie figurowym
Polacy na mistrzostwach świata w łyżwiarstwie figurowym – przedstawienie wyników łyżwiarzy figurowych reprezentujących Polskę na Mistrzostwach Świata.
| Złoto | Srebro | Brąz | Razem |
| ----- | ------ | ---- | ----- |
| 0     | 0      | 2    | 2     |

## Wyniki
| Rok                                                               | Miejsce                                        | Soliści                                        | Solistki                                       | Pary sportowe                                                                    | Pary taneczne                                                                    | Źr.                                            |                                                |
| Polacy nie startowali na MŚ w latach 1896–1933                    | Polacy nie startowali na MŚ w latach 1896–1933 | Polacy nie startowali na MŚ w latach 1896–1933 | Polacy nie startowali na MŚ w latach 1896–1933 | Polacy nie startowali na MŚ w latach 1896–1933                                   | Polacy nie startowali na MŚ w latach 1896–1933                                   | Polacy nie startowali na MŚ w latach 1896–1933 | Polacy nie startowali na MŚ w latach 1896–1933 |
| ----------------------------------------------------------------- | ---------------------------------------------- | ---------------------------------------------- | ---------------------------------------------- | -------------------------------------------------------------------------------- | -------------------------------------------------------------------------------- | ---------------------------------------------- | ---------------------------------------------- |
| 1934                                                              | Sztokholm                                      | DNS                                            | DNS                                            | 4 – Zofia Bilor / Tadeusz Kowalski                                               | DNS                                                                              |                                                |                                                |
| 1935                                                              | Budapeszt                                      | DNS                                            | DNS                                            | 5 – Zofia Bilor / Tadeusz Kowalski 8 – Barbara Chachlewska / Alfred Theuer       | DNS                                                                              |                                                |                                                |
| Polacy nie startowali na MŚ w 1936 r.                             |                                                |                                                |                                                |                                                                                  |                                                                                  |                                                |                                                |
| 1937                                                              | Wiedeń                                         | DNS                                            | DNS                                            | 7 – Stefania Kalusz / Erwin Kalusz                                               | DNS                                                                              |                                                |                                                |
| 1938                                                              | Berlin                                         | DNS                                            | DNS                                            | 12 – Stefania Kalusz / Erwin Kalusz                                              |                                                                                  |                                                |                                                |
| 1939                                                              | Budapeszt                                      | 11 – Alfred Hirv                               | DNS                                            | 9 – Stefania Kalusz / Erwin Kalusz                                               | DNS                                                                              |                                                |                                                |
| mistrzostwa nie odbyły się w latach 1940–1946 (II wojna światowa) |                                                |                                                |                                                |                                                                                  |                                                                                  |                                                |                                                |
| Polacy nie startowali na MŚ w latach 1947–1962                    |                                                |                                                |                                                |                                                                                  |                                                                                  |                                                |                                                |
| 1963                                                              | Cortina d’Ampezzo                              | DNS                                            | 24 – Elżbieta Kościk                           | DNS                                                                              | DNS                                                                              |                                                |                                                |
| Polacy nie startowali na MŚ w latach 1964–1966                    |                                                |                                                |                                                |                                                                                  |                                                                                  |                                                |                                                |
| 1967                                                              | Wiedeń                                         | DNS                                            | DNS                                            | 14 – Janina Poremska / Piotr Sczypa                                              |                                                                                  |                                                |                                                |
| 1968                                                              | Genewa                                         | DNS                                            | DNS                                            | 14 – Janina Poremska / Piotr Sczypa                                              | DNS                                                                              |                                                |                                                |
| Polacy nie startowali na MŚ w 1969 r.                             |                                                |                                                |                                                |                                                                                  |                                                                                  |                                                |                                                |
| 1970                                                              | Lublana                                        | DNS                                            | DNS                                            | 10 – Janina Poremska / Piotr Sczypa                                              | 13 – Teresa Weyna / Piotr Bojańczyk                                              |                                                |                                                |
| 1971                                                              | Lyon                                           | DNS                                            | DNS                                            | 10 – Grażyna Osmańska / Adam Brodecki                                            | 14 – Teresa Weyna / Piotr Bojańczyk                                              |                                                |                                                |
| 1972                                                              | Calgary                                        | DNS                                            | DNS                                            | 12 – Grażyna Osmańska / Adam Brodecki                                            | 13 – Teresa Weyna / Piotr Bojańczyk                                              |                                                |                                                |
| 1973                                                              | Bratysława                                     | 21 – Jacek Tascher                             | 23 – Grażyna Dudek                             | 16 – Teresa Skrzek / Piotr Sczypa                                                | 14 – Halina Gordon / Wojciech Bańkowski                                          |                                                |                                                |
| 1974                                                              | Monachium                                      | 19 – Jacek Tascher                             | 22 – Grażyna Dudek                             | 12 – Grażyna Kostrzewińska / Adam Brodecki                                       | 10 – Teresa Weyna / Piotr Bojańczyk                                              |                                                |                                                |
| 1975                                                              | Colorado Springs                               | DNS                                            | DNS                                            | 13 – Grażyna Kostrzewińska / Adam Brodecki                                       | 7 – Teresa Weyna / Piotr Bojańczyk 14 – Halina Gordon / Wojciech Bańkowski       |                                                |                                                |
| 1976                                                              | Göteborg                                       | 15 – Grzegorz Głowania                         | 14 – Grażyna Dudek                             | DNS                                                                              | 9 – Teresa Weyna / Piotr Bojańczyk 17 – Elżbieta Węgrzyk / Andrzej Alberciak     |                                                |                                                |
| Polacy nie startowali na MŚ w latach 1977–1979                    |                                                |                                                |                                                |                                                                                  |                                                                                  |                                                |                                                |
| 1980                                                              | Dortmund                                       | 15 – Grzegorz Filipowski                       | DNS                                            | DNS                                                                              | DNS                                                                              |                                                |                                                |
| 1981                                                              | Hartford                                       | 11 – Grzegorz Filipowski                       | DNS                                            | DNS                                                                              | DNS                                                                              |                                                |                                                |
| 1982                                                              | Kopenhaga                                      | 13 – Grzegorz Filipowski                       | DNS                                            | DNS                                                                              | DNS                                                                              |                                                |                                                |
| Polacy nie startowali na MŚ w 1983 r.                             |                                                |                                                |                                                |                                                                                  |                                                                                  |                                                |                                                |
| 1984                                                              | Ottawa                                         | 11 – Grzegorz Filipowski                       | DNS                                            | DNS                                                                              | DNS                                                                              |                                                |                                                |
| 1985                                                              | Tokio                                          | 7 – Grzegorz Filipowski                        | DNS                                            | DNS                                                                              | DNS                                                                              |                                                |                                                |
| 1986                                                              | Genewa                                         | 13 – Grzegorz Filipowski                       | DNS                                            | DNS                                                                              | DNS                                                                              |                                                |                                                |
| 1987                                                              | Cincinnati                                     | 5 – Grzegorz Filipowski                        | DNS                                            | DNS                                                                              | 15 – Honorata Górna / Andrzej Dostatni                                           |                                                |                                                |
| 1988                                                              | Budapeszt                                      | 4 – Grzegorz Filipowski                        | 23 – Mirela Gawłowska                          | DNS                                                                              | 17 – Honorata Górna / Andrzej Dostatni                                           |                                                |                                                |
| 1989                                                              | Paryż                                          | – Grzegorz Filipowski                          | DNS                                            | DNS                                                                              | 16 – Małgorzata Grajcar / Andrzej Dostatni                                       |                                                |                                                |
| 1990                                                              | Halifax                                        | 4 – Grzegorz Filipowski                        | DNS                                            | DNS                                                                              | 13 – Małgorzata Grajcar / Andrzej Dostatni                                       |                                                |                                                |
| 1991                                                              | Monachium                                      |                                                | 17 – Zuzanna Szwed                             | 19 – Katarzyna Głowacka / Krzysztof Korcarz                                      | 13 – Małgorzata Grajcar / Andrzej Dostatni                                       |                                                |                                                |
| 1992                                                              | Oakland                                        | 12 – Grzegorz Filipowski                       | 28 – Zuzanna Szwed                             | 16 – Katarzyna Głowacka / Krzysztof Korcarz                                      | 20 – Agnieszka Domańska / Marcin Głowacki                                        |                                                |                                                |
| 1993                                                              | Praga                                          | FNR – Robert Grzegorczyk                       | 14 – Zuzanna Szwed                             | 17 – Beata Zielińska / Mariusz Siudek                                            | 21 – Agnieszka Domańska / Marcin Głowacki                                        |                                                |                                                |
| 1994                                                              | Chiba                                          | FNR – Zbigniew Komorowski                      | 15 – Anna Rechnio                              | 22 – Marta Głuchowska / Mariusz Siudek                                           | 23 – Sylwia Nowak / Sebastian Kolasiński                                         |                                                |                                                |
| 1995                                                              | Birmingham                                     | 26 – Robert Grzegorczyk                        | 14 – Anna Rechnio                              | 16 – Dorota Zagórska / Mariusz Siudek                                            | 14 – Sylwia Nowak / Sebastian Kolasiński                                         |                                                |                                                |
| 1996                                                              | Edmonton                                       | 23 – Robert Grzegorczyk                        | 25 – Zuzanna Szwed                             | 13 – Dorota Zagórska / Mariusz Siudek                                            | 11 – Sylwia Nowak / Sebastian Kolasiński                                         |                                                |                                                |
| 1997                                                              | Lozanna                                        | 29 – Robert Grzegorczyk                        | 14 – Zuzanna Szwed                             | 8 – Dorota Zagórska / Mariusz Siudek                                             | 11 – Sylwia Nowak / Sebastian Kolasiński                                         |                                                |                                                |
| 1998                                                              | Minneapolis                                    | 22 – Robert Grzegorczyk                        | 5 – Anna Rechnio                               | 5 – Dorota Zagórska / Mariusz Siudek                                             | 11 – Sylwia Nowak / Sebastian Kolasiński                                         |                                                |                                                |
| 1999                                                              | Helsinki                                       | 23 – Robert Grzegorczyk                        | 6 – Anna Rechnio                               | – Dorota Zagórska / Mariusz Siudek                                               | 9 – Sylwia Nowak / Sebastian Kolasiński                                          |                                                |                                                |
| 2000                                                              | Minneapolis                                    | 31 – Robert Grzegorczyk                        | 13 – Sabina Wojtala 16 – Anna Rechnio          | 5 – Dorota Zagórska / Mariusz Siudek                                             | 9 – Sylwia Nowak / Sebastian Kolasiński 17 – Aleksandra Kauc / Filip Bernadowski |                                                |                                                |
| 2001                                                              | Vancouver                                      | DNS                                            | 35 – Sabina Wojtala                            | 6 – Dorota Zagórska / Mariusz Siudek                                             | 14 – Sylwia Nowak / Sebastian Kolasiński 20 – Agata Błażowska / Marcin Kozubek   |                                                |                                                |
| 2002                                                              | Nagano                                         | DNS                                            | 28 – Sabina Wojtala                            | 6 – Dorota Zagórska / Mariusz Siudek                                             | 11 – Sylwia Nowak / Sebastian Kolasiński                                         |                                                |                                                |
| 2003                                                              | Nagano                                         | 31 – Maciej Kuś                                | DNS                                            | 7 – Dorota Zagórska / Mariusz Siudek                                             | 27 – Agnieszka Dulej / Sławomir Janicki                                          |                                                |                                                |
| 2004                                                              | Dortmund                                       | DNS                                            | DNS                                            | 6 – Dorota Zagórska / Mariusz Siudek                                             | 24 – Aleksandra Kauc / Michał Zych                                               |                                                |                                                |
| 2005                                                              | Moskwa                                         | 36 – Maciej Kuś                                | DNS                                            | 7 – Dorota Zagórska / Mariusz Siudek                                             | 22 – Aleksandra Kauc / Michał Zych                                               |                                                |                                                |
| 2006                                                              | Calgary                                        | DNS                                            | DNS                                            | 9 – Dorota Zagórska / Mariusz Siudek 14 – Dominika Piątkowska / Dmitrij Chromin  | 19 – Aleksandra Kauc / Michał Zych                                               |                                                |                                                |
| 2007                                                              | Tokio                                          | 33 – Przemysław Domański                       | 31 – Anna Jurkiewicz                           | 13 – Dominika Piątkowska / Dmitrij Chromin WD – Dorota Zagórska / Mariusz Siudek | DNS                                                                              |                                                |                                                |
| 2008                                                              | Göteborg                                       | 40 – Konstantin Tupikow                        | 34 – Anna Jurkiewicz                           | 16 – Dominika Piątkowska / Dmitrij Chromin                                       | 26 – Joanna Budner / Jan Mościcki                                                |                                                |                                                |
| 2009                                                              | Los Angeles                                    | 23 – Przemysław Domański                       | 19 – Anna Jurkiewicz                           | 19 – Joanna Sulej / Mateusz Chruściński                                          | 24 – Joanna Budner / Jan Mościcki                                                |                                                |                                                |
| 2010                                                              | Turyn                                          | 35 – Maciej Cieplucha                          | DNS                                            | 15 – Joanna Sulej / Mateusz Chruściński                                          | DNS                                                                              | [ 1 ]                                          |                                                |
| Polacy nie startowali na MŚ w 2011 r.                             |                                                |                                                |                                                |                                                                                  |                                                                                  |                                                |                                                |
| 2012                                                              | Nicea                                          | 25 – Maciej Cieplucha                          | DNS                                            | DNS                                                                              | DNS                                                                              | [ 2 ]                                          |                                                |
| 2013                                                              | Londyn                                         | 25 – Maciej Cieplucha                          | DNS                                            | 18 – Magdalena Klatka / Radosław Chruściński                                     | 27 – Justyna Plutowska / Peter Gerber                                            | [ 3 ] [ 4 ] [ 5 ]                              |                                                |
| 2014                                                              | Saitama                                        | 22 – Maciej Cieplucha                          | DNS                                            | DNS                                                                              | 22 – Justyna Plutowska / Peter Gerber                                            | [ 6 ] [ 7 ]                                    |                                                |
| 2015                                                              | Szanghaj                                       | DNS                                            | DNS                                            | DNS                                                                              | 24 – Natalia Kaliszek / Maksym Spodyriew                                         | [ 8 ]                                          |                                                |
| 2016                                                              | Boston                                         | DNS                                            | DNS                                            | DNS                                                                              | 16 – Natalia Kaliszek / Maksym Spodyriew                                         | [ 9 ]                                          |                                                |
| 2017                                                              | Helsinki                                       | 29 – Igor Rezniczenko                          | DNS                                            | DNS                                                                              | 14 – Natalia Kaliszek / Maksym Spodyriew                                         | [ 10 ] [ 11 ]                                  |                                                |
| 2018                                                              | Mediolan                                       | 36 – Igor Rezniczenko                          | DNS                                            | DNS                                                                              | 17 – Natalia Kaliszek / Maksym Spodyriew                                         | [ 12 ] [ 13 ]                                  |                                                |
| 2019                                                              | Saitama                                        | 35 – Igor Rezniczenko                          | DNS                                            | DNS                                                                              | 11 – Natalia Kaliszek / Maksym Spodyriew                                         | [ 14 ] [ 15 ]                                  |                                                |
| mistrzostwa nie odbyły się w 2020 roku (pandemia COVID-19)        |                                                |                                                |                                                |                                                                                  |                                                                                  |                                                |                                                |
| 2021                                                              | Sztokholm                                      | DNS                                            | 32 – Jekatierina Kurakowa                      | DNS                                                                              | 12 – Natalia Kaliszek / Maksym Spodyriew                                         | [ 16 ] [ 17 ]                                  |                                                |
| 2022                                                              | Montpellier                                    | 27 – Władimir Samojłow                         | 13 – Jekatierina Kurakowa                      | DNS                                                                              | 28 – Anastasija Polibina / Pawieł Gołowisznikow                                  | [ 18 ] [ 19 ] [ 20 ]                           |                                                |
| 2023                                                              | Saitama                                        | 33 – Władimir Samojłow                         | 16 – Jekatierina Kurakowa                      | DNS                                                                              | 22 – Anastasija Polibina / Pawieł Gołowisznikow                                  | [ 21 ] [ 22 ] [ 23 ]                           |                                                |